# Mathurin Bruneau
Pour les articles homonymes, voir Bruneau.
Mathurin Bruneau, né le 10 mai 1784 à Vezins et mort le 26 avril 1822 au Mont-Saint-Michel, est un sabotier et escroc français qui se faisait passer pour Louis XVII.

## Biographie
Fils d'un sabotier de Vezins, Mathurin Bruneau devint orphelin à l'âge de sept ans et fut recueilli par l'époux de sa sœur aînée, un sabotier de Vihiers nommé Delaunay. Quatre ans plus tard, ce dernier le chassa bientôt de chez lui en raison de sa paresse et de son mauvais esprit, condamnant le jeune garçon à errer et mendier à travers la campagne du Maine-et-Loire. C'est en décembre 1795 que Mathurin Bruneau commit sa première imposture, qui consistait à se faire passer pour le fils du baron de Vezins, disparu lors de la guerre de Vendée. Cherchant à duper la vicomtesse de Turpin de Crissé, dont il prétendait être le neveu, il fut accueilli au château d'Angrie. Démasqué, il fut cependant gardé comme domestique par la vicomtesse car Delaunay ne pouvait plus le prendre en charge. Chassé au bout de six mois, Bruneau trouva pourtant une nouvelle fois l'asile chez son beau-frère, auprès duquel il apprit le métier de sabotier, et qu'il quitta finalement en 1799 en affirmant qu'il comptait effectuer son tour de France.
Arrêté en 1803 à Saint-Malo pour vagabondage, il fut écroué au dépôt de mendicité de Saint-Denis, dont il fut relâché quelques jours plus tard. Il se rendit alors au Mans puis à Lorient pour s'enrôler, le 3 février 1804, comme aspirant-canonnier dans le 4e régiment d'artillerie de la marine. Embarqué sur la frégate La Cybèle, il déserta à Norfolk en octobre 1806 et vécut quelques années aux États-Unis, passant de Philadelphie à New York, où il exerça divers métiers afin de gagner sa vie. Il y aurait même, selon ses propres dires, fondé une famille. Pendant ce temps, le conseil de guerre, siégeant à Lorient, le condamna par contumace à sept ans de travaux forcés.
De retour en France en septembre 1815, il recommença à usurper des identités de personnes disparues : après l'échec d'une tentative d'imposture qui consistait à présenter un passeport américain au nom de « Charles de Navarre », il se fit passer pour le fils (en réalité mort en Espagne) de Mme Phelipeaux (ou Philippeaux). Hébergé pendant quinze jours chez une veuve de Varennes-sur-Loire, il réussit à lui soutirer 600 francs. Arrêté en décembre à Saint-Malo, il fut emprisonné à la maison de Bicêtre de Rouen en janvier 1816.
C'est pendant cette incarcération rouennaise qu'il se fit lire ou raconter un roman intitulé Le Cimetière de la Madeleine, qui relatait l'enlèvement imaginaire du dauphin de sa prison du Temple. Les péripéties de cette œuvre de fiction avaient déjà alimenté les théories survivantistes de Jean-Marie Hervagault, mort en prison quelques années plus tôt pour avoir essayé de se faire passer pour Louis XVII.
Bruneau était probablement analphabète, mais grâce à la complicité de codétenus dont il fit ses secrétaires, il fit connaître ses prétentions à l'extérieur, parvenant à convaincre de nombreuses personnes que le véritable fils de Louis XVI, de retour de son exil américain, était enfermé au Bicêtre de Rouen. C'est à cette époque qu'il essaya d'entrer en contact avec la duchesse d'Angoulême, sœur du prince dont il revendiquait l'identité. En avril 1817, il réussit à faire placarder ses proclamations dans la région.
Jugé par le tribunal correctionnel de Rouen en février 1818, il se signala, lors de son procès, par son comportement grossier et ses propos incohérents (il prétendait avoir assisté à des épisodes de la guerre de Vendée antérieurs à la prétendue évasion de Louis XVII). Déclaré coupable d'escroquerie, de vagabondage et d'outrage à magistrat, il fut condamné le 19 février à purger une peine de sept ans de prison, à l'issue de laquelle il serait remis à l'autorité militaire pour être jugé en tant que déserteur.
Ayant continué à correspondre avec ses partisans, Bruneau fut transféré le 17 mai 1821 à la maison d'arrêt de Caen puis, dès le lendemain, au Mont-Saint-Michel, où il mourut le 26 avril 1822 d'une attaque d'apoplexie,.
L'histoire de Mathurin Bruneau inspira Béranger, qui écrivit en 1817, sur l'air du Ballet des Pierrots, une chanson anti-royaliste intitulée Le Prince de Navarre, ou Mathurin Bruneau.